# Raat
Raat, también conocida como Raatri es un thriller supernatural indio de 1992 en telugú y hindi que fue escrito, dirigido y producido por Ram Gopal Varma. Protagoniza esta película la actriz Revathi, interpretando a Manisha (Mini) Sharma. La película, que se estrenó en telugú y hindi, es la primera película de este género de la India.

## Sinopsis
Una familia de cuatro miembros se traslada a una casa supuestamente encantada. Manisha Sharma (Revathi), también conocida como Mini, es una chica que va a la facultad. Akash Khurana interpreta a su padre, el Sr. Sharma y  Rohini Hattangadi interpreta a su madre, Shalini Sharma. Deepak (interpretado por Kushant) es el novio y compañero de clase de Mini. Bunty (Master Atit), el sobrino de Mini, encuentra un gato en el sótano. Un día el gato se tumba tras la rueda trasera del coche y muere accidentalmente cuando el Sr. Sharama da marcha atrás. Tras el accidente entierran al gato en el patio trasero sin decirle nada a Bunty. Su vecina, y abuela de Rashmi (Nirmalamma), los asusta con su reacción al saber que Mini es su nueva vecina.
Un día, Mini y Deepak deciden ir a dar un paseo en bicicleta fuera de la ciudad. Cuando vuelven, Deepak pincha la rueda trasera de su bicicleta y se va con alguien que pasa por la carretera para comprar una rueda en el pueblo más cercano mientras Mini le espera. Cuando vuelve, Deepak encuentra a Mini sentada cerca de una laguna cubriéndose la cara con las manos y, al parecer, llorando. Esta es una de las mejores escenas de la película y el director, Gopa Verma (también conocido como RGV), consiguió que los espectadores temblasen de emoción. Deepak se acerca a Mini, la mira a los ojos y se mete en el agua. De repente, Mini se tranquiliza y le dice a Deepak que salga del agua. Bunty, por su parte, encuentra otro gato que se parece mucho al anterior y la familia entera se lleva la primera gran sorpresa.
El día después Mini acompaña a su compañera de clase Rashmi a una boda. Ese mismo día Rashmi es brutalmente asesinada: le rompen el cuello y le giran la cabeza 180 grados. El inspector de policía que investiga el caso va a casa de Mini para interrogarla y cuando sale de la ciudad tiene un accidente y también muere. Todos estos sucesos hacen que los padres de Mini busquen ayuda profesional. Shalini empieza a relacionarse con su vecina mayor mientras el Sr. Sharma recibe ayuda psiquiátrica (Ananth Nag) sin darse cuenta de que su esposa tiene sospechas sobre qué podría provocar ese tipo de comportamiento en su hija. La vecina mayor le aconseja a Shalini que contrate a Sharji (Om Puri). Sharji visita a su ‘gurú’, quien vive en el palacio  Falaknuma y ha entrado en samadhi  (estado de meditación religiosa y mística de la religiones del este de Asia mediante la cual se llega a tener contacto con un ser divino) y sale de allí con cenizas de fuego como arma. Después de esto, Sharji encuentra el fantasma de casa de Mini y descubre que se trata de una mujer que había vivido allí y había sido brutalmente asesinada. Sunanda hace una interpretación brillante como fantasma. La película da un giro cuando el fantasma intenta matar a Sharji, pero él consigue aplacarlo gracias a las cenizas y cánticos sagrados. Finalmente el fantasma abandona el cuerpo de Mini con un gran trueno. 
Por una parte, a Mini le hacen todo tipo de pruebas científicas y médicas, como resonancias magnéticas, ya que según el Sr. Sharma esta es la única forma de ‘curar’ a Mini. De todos modos Sharji tiene su propia explicación, relacionada con la espiritualidad. RGV ha conseguido un clima terrorífico jugando con la confusión, el dilema y las situaciones difíciles de las personas involucradas hasta el punto necesario y posible para hacer una gran película de terror.

## Otra información
Muy poca gente sabe que fue RGV quien le dio la oportunidad de dirigir una banda sonora a Mani Sharma por primera vez, después de que hubiese trabajado como asistente de muchos otros directores musicales. El nombre completo de Mani Sharma es Y. Balasubramaniam Sharma, pero sus amigos le llaman Mani.
RGV accedió a dirigir la película con Chiranjeevi y Mani Sharma como director musical en nombre de Vyjayanti Movies (Aswani Dutt). Debido a la locura de sus horarios con Sanjay Dutt, acabó la película con Chiranjeevi. Se puede ver el nombre de Aswini Dutt como coproductor de la película. Chiranjeevi quedó tan impresionado con el trabajo de Mani Sharma que a partir de este momento trabajaron muchas otras veces juntos.

## El suspense continua
Los espectadores jamás descubren porqué Mini ha matado a su amiga y quedan con el suspense. Durante una sesión con el psiquiatra Mini contesta a un pregunta diciendo que Rashmi le pegó y ella la mató. Cuando le repiten la pregunta, no contesta. En el momento del clímax, el gato que ha muerto atropellado vuelve a aparecer.